# DATV
DATV는 일본의 한류 및 중국 문화 전문 케이블TV 방송 채널이다. 1971년에 설립되었으며, 주로 K-pop, 한국 드라마, 오락 뿐만 아니라 중국문화 등의 프로그램을 편성한다. 소유자는 SM 엔터테인먼트의 자회사인  스트림 미디어 코퍼레이션이며, 2009년 10월에 텔레비전 방송국이 개국하였다.
2021년 5월 31일에 폐국하였다.

## 같이 보기
- KNTV - 경쟁 채널